# Marian Kujawski
Marian Stanisław Kujawski (ur. 19 sierpnia 1921 w Płocku, zm. 29 czerwca 1983 w Edynburgu) – polski emigracyjny historyk wojskowości.

## Życiorys
Był uczestnikiem kampanii wrześniowej w 1939 roku. Został internowany na Litwie, następnie w 1940 wywieziony w głąb Związku Radzieckiego. W 1941 roku wstąpił do Armii Andersa. Kampanię włoską przeszedł będąc członkiem 2 Korpusu. Po wojnie pozostał na emigracji w Wielkiej Brytanii. Studiował geografię i ekonomię na St. Andrews University i Uniwersytecie Edynburskim oraz historię na Polskim Uniwersytecie Na Obczyźnie. Tam w 1956 przedstawił pracę doktorską pt.Polacy pod Albuerą pod kierunkiem Mariana Kukiela. Pracował jako wykładowca historii w St. Michaels Secondary School w Dundee, był członkiem Komisji Historyczno-Filologicznej Polskiego Towarzystwa Naukowego na Obczyźnie. Zajmował się europejską sztuka wojenną doby napoleońskiej oraz dziejami legionów polskich we Włoszech i udziałem polskich wojsk w wojnie hiszpańskiej. W "Wiadomościach" londyńskich opublikował kilka szkiców poświęconych dziejom oręża polskiego, szczególnie w epoce napoleońskiej. Pozostawił w rękopisie obszerną syntezę O historii sztuki wojennej wielkiej rewolucji francuskiej.

## Wybrane publikacje
- Z bojów polskich w wojnach napoleońskich : Maida - Somosierra - Fuengirola - Albuera, przedmowa Marian Kukiel, Londyn: Polska Fundacja Kulturalna 1967.
- O historii I-szego pułku szwoleżerów polskich gwardii Napoleona, Do druku przygotował Stanisław Portalski, "Rocznik Polskiego Towarzystwa Naukowego na Obczyźnie" 33 (1989/90), s. 72-98.
- O pułkach szwoleżerów-lansjerów polskich i litewskich oraz o szwadronie Tatarów w armii Napoleona, "Rocznik Polskiego Towarzystwa Naukowego na Obczyźnie" 34 (1990/91), s. 74-78.
- Wojska Francji w wojnach Rewolucji i Cesarstwa 1789-1815, opracowanie naukowe Andrzej Kosim, Warszawa-Londyn: Audiutor 2007.